# Luis Sáez Larumbe
Luis Sáez Larumbe (San Sebastián, 7 de enero de 1920 - ) es un militar español que ocupó el cargo de capitán general de varias regiones militares de España.

## Carrera militar
Tras los acuerdos con Estados Unidos en 1953, fue uno de los primeros militares españoles que se formó en los Estados Unidos.
En 1972 fue nombrado agregado militar de las embajadas españolas en Bélgica y en los Países Bajos. Después fue jefe del Regimiento de Infantería Mecanizada "Asturias 31" y jefe de la Brigada Mecanizada n. 11. En 1981 fue nombrado subinspector de las tropas de la IV Región Militar y gobernador militar de Barcelona, hasta que en septiembre del mismo año fue nombrado comandante general de Melilla. El 5 de mayo de 1983 fue nombrado capitán general de la V Región Militar, con sede en Zaragoza, pero el 7 de noviembre de 1983 dejó el cargo para ser nombrado capitán general de la IV Región Militar (Capitán general de Cataluña) En noviembre de 1984 pasó a la situación de reserva y su sucesor sería capitán general de una nueva región militar que englobaría las antiguas capitanías de Barcelona y Zaragoza. El 13 de septiembre de 1985 fue nombrado director del Museo del Ejército.